# Ierland op het Eurovisiesongfestival 1980

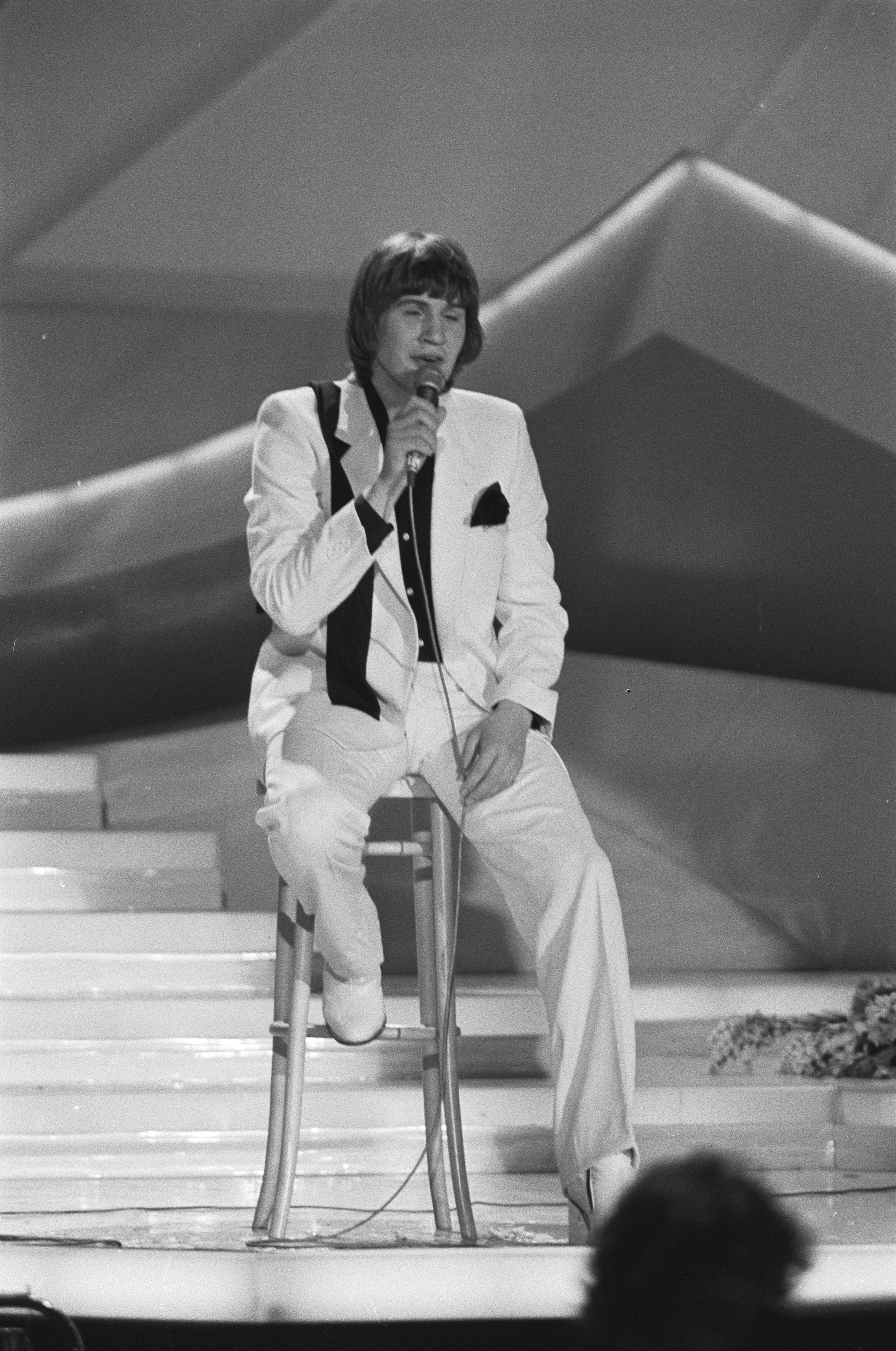
Johnny Logan tijdens het Eurovisiesongfestival 1980

Ierland nam deel aan het Eurovisiesongfestival 1980 in Den Haag, Nederland.
Het was de 15de deelname van Ierland aan het festival.
De nationale omroep RTE was verantwoordelijk voor de bijdrage van Ierland voor 1980.

## Selectieprocedure
De Ierse Nationale finale werd gehouden op 9 maart 1980 en werd uitgezonden door de RTÉ. Het vond plaats in Dublin en gepresenteerd door Larry Gogan.
Acht acts deden mee in de finale en de winnaar werd gekozen door 10 regionale jury's.

| Volgorde | Lied                        | Artiest                          | Punten | Plaats |
| -------- | --------------------------- | -------------------------------- | ------ | ------ |
| 1        | "Loving Won't Let You Down" | Roy Taylor & Karen Black         | 13     | 3de    |
| 2        | "Take Me Back Again"        | The Straw Hat and Garter Company | 2      | 8ste   |
| 3        | "The Saddest Show On Earth" | Eileen Reid                      | 10     | 4de    |
| 4        | "You're So Cheeky"          | Charlie Chapman & The Miami      | 5      | 5de    |
| 5        | "What's another year"       | Johnny Logan                     | 40     | 1ste   |
| 6        | "You Have "                 | The Dajacs                       | 4      | 7de    |
| 7        | "Stepping Stones"           | Peter Beckett                    | 21     | 2de    |
| 8        | "Love Is All There Is"      | Romance                          | 5      | 5de    |

## In Den Haag
In Den Haag moest Ierland aantreden als 17de voor Spanje en na Frankrijk.
Op het einde van de puntentelling bleek dat Ierland het festival had gewonnen met een totaal van 143 punten.
Met ontving 7 keer het maximum van de punten.
Nederland en België gaven respectievelijk 6 en 12 punten.

### Gekregen punten

#### Finale
| 12 punten                                                                                       | 10 punten    | 8 punten              | 7 punten                      | 6 punten    |
| ----------------------------------------------------------------------------------------------- | ------------ | --------------------- | ----------------------------- | ----------- |
| - België - Denemarken - Duitsland - Griekenland - Noorwegen - Verenigd Koninkrijk - Zwitserland | - Oostenrijk | - Finland - Frankrijk | - Luxemburg - Spanje - Zweden | - Nederland |
| 5 punten                                                                                        | 4 punten     | 3 punten              | 2 punten                      | 1 punt      |
| - Portugal                                                                                      |              |                       |                               | - Italië    |

### Punten gegeven door Ierland

#### Finale
Punten gegeven in de finale:
| 12 punten | Zwitserland         |
| 10 punten | Oostenrijk          |
| 8 punten  | Luxemburg           |
| 7 punten  | Portugal            |
| 6 punten  | Verenigd Koninkrijk |
| 5 punten  | Duitsland           |
| 4 punten  | Griekenland         |
| 3 punten  | Frankrijk           |
| 2 punten  | Italië              |
| 1 punt    | Nederland           |

1965 · 1966 · 1967 · 1968 · 1969 · 1970 · 1971 · 1972 · 1973 · 1974 · 1975 · 1976 · 1977 · 1978 · 1979 · 1980 · 1981 · 1982 · 1983 · 1984 · 1985 · 1986 · 1987 · 1988 · 1989 · 1990 · 1991 · 1992 · 1993 · 1994 · 1995 · 1996 · 1997 · 1998 · 1999 · 2000 · 2001 · 2002 · 2003 · 2004 · 2005 · 2006 · 2007 · 2008 · 2009 · 2010 · 2011 · 2012 · 2013 · 2014 · 2015 · 2016 · 2017 · 2018 · 2019 · 2020 · 2021 · 2022 · 2023 · 2024 · 2025